# Lumbrineris hebes
Lumbrineris hebes är en ringmaskart som beskrevs av Addison Emery Verrill 1880. Lumbrineris hebes ingår i släktet Lumbrineris, och familjen Lumbrineridae. Inga underarter finns listade i Catalogue of Life.